# Myzostoma graffi
Myzostoma graffi is een ringworm uit de familie Myzostomatidae.
Myzostoma graffi werd in 1885 voor het eerst wetenschappelijk beschreven door Nansen.